# Градски стадион у Тетову
Градски стадио у Тетову је највећи фудбалски стадион у Тетову и један од највећих у Северној Македонији. Капацитет му је 15.000 места.
Стадион користе месни клубови ФК Тетекс, ФК Љуботен и ФК Шкендија 79, а за своје утакмице изнајмљује га ФК Ренова из Џепчишта